# Чемпионат мира по футболу 2002 (отборочный турнир, УЕФА, группа 8)
Группа 8 отборочного турнира зоны УЕФА к чемпионату мира 2002 года состояла из пяти команд: Венгрии, Грузии, Италии, Литвы и Румынии. Матчи в группе проходили с 3 сентября 2000 года по 6 октября 2001 года.
Сборная Италии выиграла группу, не проиграв ни одной встречи, и квалифицировалась на чемпионат мира. Сборная Румынии заняла 2-е место и прошла в стыковые матчи. Сборная Грузии установила личное рекордное достижение, заняв 3-е место в группе с 10 очками.

## Результаты
| Итоговое положение | Итоговое положение | Итоговое положение | Итоговое положение | Итоговое положение | Итоговое положение | Итоговое положение | Итоговое положение | Итоговое положение | Итоговое положение |  |             |              |        |              |            |  |   | Дома | Дома | Дома | Дома | Дома | Дома | Дома | В гостях | В гостях | В гостях | В гостях | В гостях | В гостях | В гостях |
| Место              | Команда            | И                  | В                  | Н                  | П                  | ГЗ                 | ГП                 | ГР                 | О                  |  | Флаг Италии | Флаг Румынии | Грузия | Флаг Венгрии | Флаг Литвы |  | И | В    | Н    | П    | ГЗ   | ГП   | О    | И    | В        | Н        | П        | ГЗ       | ГП       | О        |          |
| 1.                 | Италия             | 8                  | 6                  | 2                  | 0                  | 16                 | 3                  | +13                | 20                 |  | -           | 3:0          | 2:0    | 1:0          | 4:0        |  | 4 | 4    | 0    | 0    | 10   | 0    | 12   | 4    | 2        | 2        | 0        | 6        | 3        | 8        |          |
| 2.                 | Румыния            | 8                  | 5                  | 1                  | 2                  | 10                 | 7                  | +3                 | 16                 |  | 0:2         | -            | 1:1    | 2:0          | 1:0        |  | 4 | 2    | 1    | 1    | 4    | 3    | 7    | 4    | 3        | 0        | 1        | 6        | 4        | 9        |          |
| 3.                 | Грузия             | 8                  | 3                  | 1                  | 4                  | 12                 | 12                 | 0                  | 10                 |  | 1:2         | 0:2          | -      | 3:1          | 2:0        |  | 4 | 2    | 0    | 2    | 6    | 5    | 6    | 4    | 1        | 1        | 2        | 6        | 7        | 4        |          |
| 4.                 | Венгрия            | 8                  | 2                  | 2                  | 4                  | 14                 | 13                 | +1                 | 8                  |  | 2:2         | 0:2          | 4:1    | -            | 1:1        |  | 4 | 1    | 2    | 1    | 7    | 6    | 5    | 4    | 1        | 0        | 3        | 7        | 7        | 3        |          |
| 5.                 | Литва              | 8                  | 0                  | 2                  | 6                  | 3                  | 20                 | -17                | 2                  |  | 0:0         | 1:2          | 0:4    | 1:6          | -          |  | 4 | 0    | 1    | 3    | 2    | 12   | 1    | 4    | 0        | 1        | 3        | 1        | 8        | 1        |          |

## Матчи
| Венгрия                | 2:2   | Италия                   |
| ---------------------- | ----- | ------------------------ |
| Ференц Хорват 29′, 78′ | Отчёт | Филиппо Индзаги 26′, 35′ |

| Румыния        | 1:0   | Литва |
| -------------- | ----- | ----- |
| Ионел Ганя 89′ | Отчёт |       |

| Италия                                                           | 3:0   | Румыния |
| ---------------------------------------------------------------- | ----- | ------- |
| Филиппо Индзаги 13′ · Марко Дельвеккьо 17′ · Франческо Тотти 42′ | Отчёт |         |

| Литва | 0:4   | Грузия                                                               |
| ----- | ----- | -------------------------------------------------------------------- |
|       | Отчёт | Темури Кецбая 19′, 35′ · Георгий Кинкладзе 46′ · Арчил Арвеладзе 84′ |

| Италия                                       | 2:0   | Грузия |
| -------------------------------------------- | ----- | ------ |
| Алессандро Дель Пьеро 47′ (пен.), 87′ (пен.) | Отчёт |        |

| Литва               | 1:6   | Венгрия                                                                               |
| ------------------- | ----- | ------------------------------------------------------------------------------------- |
| Орестас Буйткус 71′ | Отчёт | Бела Иллеш 25′ · Миклош Фехер 36′, 61′, 72′ · Ференц Хорват 67′ · Кристиан Листеш 84′ |

| Румыния | 0:2   | Италия                   |
| ------- | ----- | ------------------------ |
|         | Отчёт | Филиппо Индзаги 29′, 33′ |

| Венгрия                  | 1:1   | Литва                 |
| ------------------------ | ----- | --------------------- |
| Вильмош Шебёк 70′ (пен.) | Отчёт | Томас Ражанаускас 74′ |

| Италия                                                    | 4:0   | Литва |
| --------------------------------------------------------- | ----- | ----- |
| Филиппо Индзаги 17′, 64′ · Алессандро Дель Пьеро 49′, 79′ | Отчёт |       |

| Грузия | 0:2   | Румыния                                 |
| ------ | ----- | --------------------------------------- |
|        | Отчёт | Кэтэлин Мунтяну 69′ · Космин Контра 80′ |

| Грузия                | 1:2   | Италия                                     |
| --------------------- | ----- | ------------------------------------------ |
| Георгий Гахокидзе 80′ | Отчёт | Марко Дельвеккьо 45′ · Франческо Тотти 66′ |

| Румыния                | 2:0   | Венгрия |
| ---------------------- | ----- | ------- |
| Мариус Никулае 5′, 54′ | Отчёт |         |

| Литва               | 1:2    | Румыния                               |
| ------------------- | ------ | ------------------------------------- |
| Артурас Фоменко 86′ | Report | Адриан Илие 31′ · Виорел Молдован 49′ |

| Венгрия                                                             | 4:1   | Грузия               |
| ------------------------------------------------------------------- | ----- | -------------------- |
| Янош Матьюш 40′ · Вильмош Шебёк 45′ (пен.) · Аттила Корсош 55′, 62′ | Отчёт | Леван Кобиашвили 77′ |

| Литва | 0:0   | Италия |
| ----- | ----- | ------ |
|       | Отчёт |        |

| Грузия                                                           | 3:1   | Венгрия         |
| ---------------------------------------------------------------- | ----- | --------------- |
| Шота Арвеладзе 32′ · Гоча Джамараули 53′ · Александр Иашвили 64′ | Отчёт | Янош Матьюш 43′ |

| Венгрия | 0:2   | Румыния                              |
| ------- | ----- | ------------------------------------ |
|         | Отчёт | Адриан Илие 11′ · Мариус Никулае 27′ |

| Грузия                     | 2:0   | Литва |
| -------------------------- | ----- | ----- |
| Александр Иашвили 81′, 83′ | Отчёт |       |

| Италия                    | 1:0   | Венгрия |
| ------------------------- | ----- | ------- |
| Алессандро Дель Пьеро 45′ | Отчёт |         |

| Румыния            | 1:1   | Грузия                |
| ------------------ | ----- | --------------------- |
| Георге Попеску 88′ | Отчёт | Александр Иашвили 55′ |

## Бомбардиры
7 голов
| - Филиппо Индзаги |

5 голов
| - Алессандро Дель Пьеро |

4 гола
| - Александр Иашвили |

3 гола
| - Миклош Фехер | - Ференц Хорват | - Мариус Никулае |

2 гола
| - Темури Кецбая - Аттила Коршош - Янош Матьюш | - Вильмош Шебёк - Марко Дельвеккьо - Франческо Тотти | - Адриан Илие |

1 гол
| - Арчил Арвеладзе - Шота Арвеладзе - Георгий Гахокидзе - Гоча Джамараули - Георгий Кинкладзе - Леван Кобиашвили | - Бела Иллеш - Кристиан Листеш - Орестас Буйткус - Артурас Фоменко - Томас Ражанаускас - Космин Контра | - Иоан Ганя - Виорел Молдован - Кэтэлин Мунтяну - Георге Попеску |